# Ákra Atherída
Ákra Atherída är en udde i Grekland.   Den ligger i prefekturen Nomós Pierías och regionen Mellersta Makedonien, i den norra delen av landet, 280 km norr om huvudstaden Aten.
Terrängen inåt land är platt. Havet är nära Ákra Atherída åt nordost.  Närmaste större samhälle är Kateríni, 17,0 km sydväst om Ákra Atherída. 